# 米歇尔·费吕斯
米歇爾·費呂斯（法語：Michel Ferlus，法語發音：[miʃɛl fɛʁlys]；1935年—2024年3月10日）是一位法國語言學家，主研東南亞語言之歷史音韻學及書寫系統以及東南亞婆羅米系文字的演變。

## 生平
米歇爾·費呂斯生於1935年，曾先後向幾位著名語言學家與人類學家學習。對他影響深刻的課程包含：安德烈·勒鲁瓦-古朗的民族學與史前史、罗歇·巴斯蒂德的「原始宗教」、馬蒂內·安德烈的語言學，以及喬治·賽代斯的東南亞語言與歷史課程。他于1961年至1968年於寮國擔任教職，同期在寮國展開田野調查。米歇爾·費呂斯調查過的語言包括苗瑤語系的苗語、瑤語、南亞語系的克木語和拉墨語，以及漢藏語系的普內語。他自1968年起在法國國家科學研究中心擔任研究員。他在1980年代的田野調查地點為泰國和緬甸，主要研究佤語、拉威语、崩龙语、孟语和涅固尔语；1990年代主要在越南和寮國進行調查，研究越芒語（費呂斯的「越芒語」包含南亞語系越語支的所有其他語言）以及越南中北部地區侗台語系台語支語言的書寫系統，包括幾乎已經被遺忘的越南倈寶文。其相關研究成果已發表於《孟高棉語研究》、《法國東亞語言學報》及《歷時語言學》等期刊。

## 主要貢獻
米歇爾·費呂斯的主要研究貢獻與東南亞語言音韻系統之「單音節化」有關。他提出了一個泛時演化的模型，用以探討聲調起源、聲域起源及元音系統的演變。此演變機制影響範圍甚鉅，遍及東亞、東南亞地區。其中，越南語歷史音變中的塞音擦音化，便是音韻系統單音節化所致。

## 著作
- Ferlus, Michel. . Bulletin de la Société de Linguistique de Paris. 1971, 66 (1): 378–388.
- Ferlus, Michel. . Cahiers de Linguistique Asie Orientale. 1982, 11 (1): 83–106  [2024-03-22]. doi:10.3406/clao.1982.1105. （原始内容存档于2015-09-24）.
- Ferlus, Michel. . Mon-Khmer Studies. 1992, 21: 57–89  [2024-03-27]. （原始内容存档于2024-06-01）.
- Ferlus, Michel. . Cahiers de Linguistique Asie Orientale. 1996, 25 (2): 235–278  [2024-03-22]. doi:10.3406/clao.1996.1451. （原始内容存档于2015-09-24）.
- Ferlus, Michel. . Cahiers de Linguistique Asie Orientale. 1997, 21 (1): 37–51  [2024-03-22]. doi:10.3406/clao.1997.1504. （原始内容存档于2015-09-24）.
- Ferlus, Michel. . Diachronica. 1998, 15 (1): 1–27  [2024-03-27]. （原始内容存档于2024-03-27）.
- Ferlus, Michel. . . Eleventh Annual Conference of the Southeast Asian Linguistics Society 2001. Tempe, Arizona: Arizona State University Programme for Southeast Asian Studies Monograph Series Press: 297–313. 2004  [2024-03-27]. （原始内容存档于2024-04-21）.
- Ferlus, Michel. . Diachronica. 2009, 26 (2): 184–213  [2024-03-27]. （原始内容存档于2024-03-27）.